# 纤细滑刃线虫属
纤细滑刃线虫属（学名：Rhadinaphelenchus）是滑刃科下的一个属。

## 下属物种
本属包括以下物种：
- 椰子纤细滑刃线虫 Rhadinaphelenchus cocophilus (Cobb) J. B. Goodey，红环腐线虫